# Čečkovice
Čečkovice település Csehországban, a Havlíčkův Brod-i járásban. Čečkovice Víska, Rušinov, Maleč és Jeřišno településekkel határos. Lakosainak száma 90 fő (2024. január 1.).

## Népesség
A település lakosságának változását az alábbi diagram mutatja:
| Lakosok száma | 200  | 204  | 189  | 142  | 111  | 97   | 82   | 84   | 84   | 90   |
|               | 1869 | 1890 | 1921 | 1950 | 1980 | 2001 | 2017 | 2019 | 2022 | 2024 |